# Żleb Żłobina

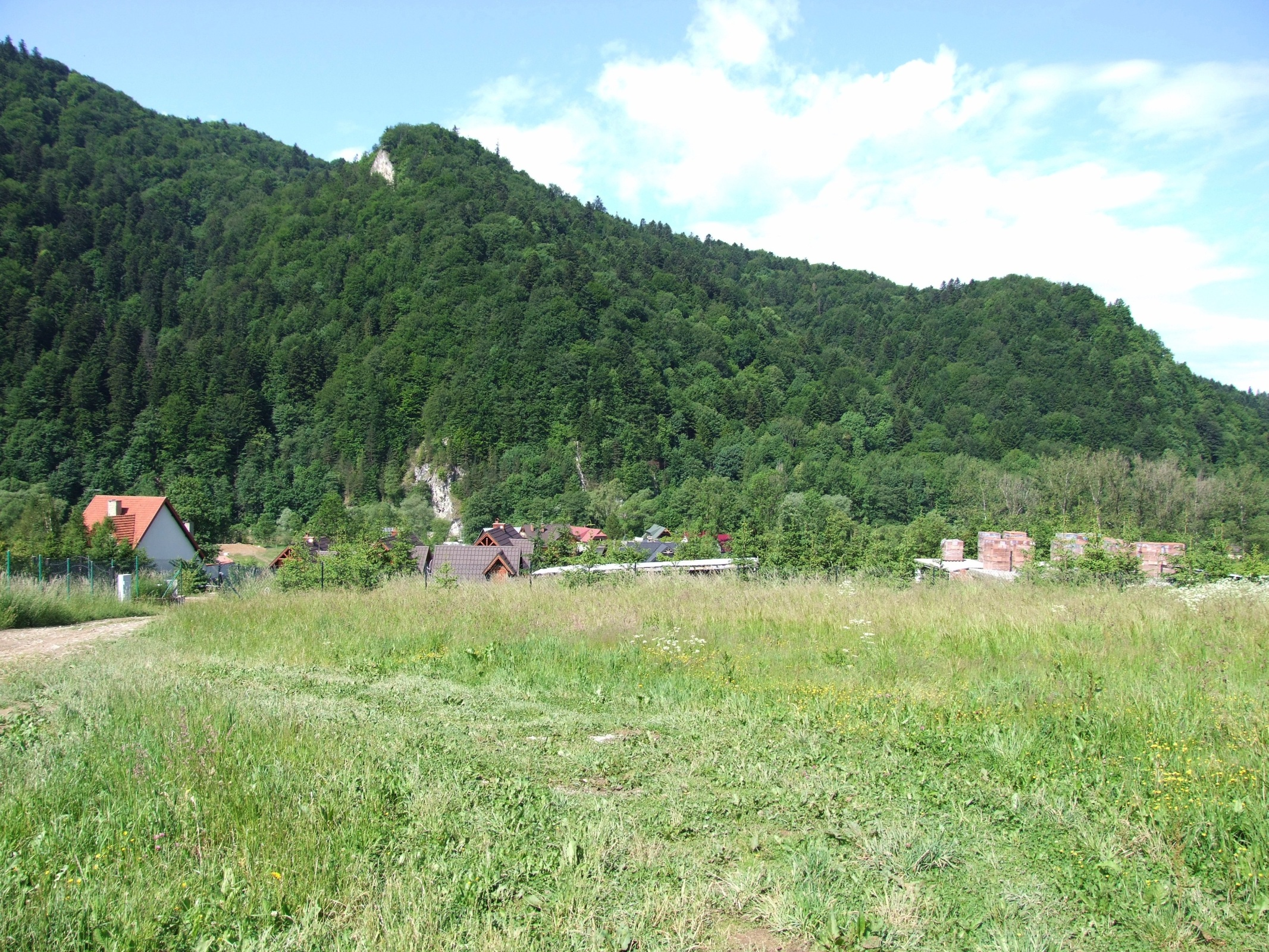
Na środku skalista Kurnikowa Skała, pod nią Zawiesy, z prawej strony żleb Żłobina

Żłobina – całkowicie porośnięty lasem, stromy żleb na północnych stokach Pieninek w Pieninach, w granicach Krościenka nad Dunajcem, w województwie małopolskim, w powiecie nowotarskim. Od wschodu jego obramowanie tworzy grzbiet opadający od Kurnikowej Skały do Dunajca, od zachodu grzbiet Koszarki odchodzący na północ od grani Pieninek. Grzbiet ten zakończony jest od dołu wapienną, znajdująca się tuż przy turystycznym szlaku skałką. Na skałce znajduje się krzyż, na którym Gorzkowski w 1900 r. umieścił napis: „Niech Krzyż Święty zmieni/ W niebiosach uczyni/ Żeby byli szczęśliwi Polska i Rusini”. Wylot Żłobiny do doliny Dunajca znajduje się pomiędzy Ociemnym Potokiem a skałą Zawiesy. U wylotu Żłobiny znajduje się polana Pajówka, na której do ok. 1930 stała karczma. Wzdłuż wylotu Żłobiny do Dunajca prowadzi szlak turystyczny. Sama Żłobina znajduje się na obszarze Pienińskiego Parku Narodowego i jest niedostępna turystycznie.
Z rzadkich w Polsce gatunków grzybów w 2000 r. stwierdzono tu występowanie gołąbka wąskoblaszkowego (Russula chloroides).

## Szlak turystyki pieszej
– zielony z Krościenka na przełęcz Sosnów. Czas przejścia 1 h, ↓ 0:50 h.